# 馬潤庠
馬潤庠（1911年9月14日—2001年）。廣東省台山縣白沙南朗東和村人。民國37年（1948年）在農會南區當選第一屆立法委員

## 生平
毕业于南開大學，美國密歇根大学經濟學碩士，英國倫敦大學經濟學博士。回国先后担任南京土地稅徵收處長，中央農工部處長，國立政治大學教授。1954年6月4日，任財政部政務次長，1958年3月27日辭職。后担任外滙貿易審議委員會副主任委員。1954年公務人員高等考試典試委員、1955年公務人員高等考試典試委員、1961年特種考試稅務人員考試典試委員。后担任加拿大緬多尼巴大學經濟學教授、东吴大学 (台湾)教授、文化學院教授。